# Climent de Constantinoble
Climent de Constantinoble (en llatí Clemens, en grec Κλήμης, Klimis) fou un historiador romà d'Orient natural de Constantinoble que, segons Suides, va escriure una història dels reis i emperadors romans, una obra de tipus gramatical sobre Isòcrates d'Atenes (περὶ τῶν Ἰσοκρατικῶν σχημάτων) i altres tractats. La seva època és desconeguda.
Alguns crítics pensen que Suides va cometre un error i que hi havia dos autors diferents: un de gramàtic i un altre d'historiador. Els textos gramàtics es mencionen a l'Etymologicum Magnum i els històrics són citats per escriptors romans posteriors. Sembla sense gaires dubtes, que era un únic escriptor.